# 2020-as angol labdarúgó-ligakupa-döntő
A 2019–20-as angol Ligakupa döntőjét 2020. március 1-jén a londoni Wembley Stadionban játszotta a Manchester City és az Aston Villa.
A címvédő Manchester City 2–1-re nyerte meg a találkozót, ezzel sorozatban harmadszor, összességében hetedszer nyerte meg a sorozatot.
A versenykiírás szerint ezzel a győztes csapat kvalifikálta magát a 2020–2021-es Európa-liga selejtezőjébe, azonban korábban az UEFA a Cityt eltiltotta a 2020–21-es és a 2021–22-es szezonban a nemzetközi kupaszerepléstől, miután a klub megsértette a pénzügyi fair-play szabályát.

## Út a döntőbe
| ASTON VILLA             | ASTON VILLA | Forduló      | MANCHESTER CITY   | MANCHESTER CITY |
| ----------------------- | ----------- | ------------ | ----------------- | --------------- |
|                         |             |              |                   |                 |
| Ellenfél                | Eredmény    |              | Ellenfél          | Eredmény        |
| Crewe Alexandra         | 6–1         | második kör  |                   |                 |
| Brighton & Hove Albion  | 3–1         | Harmadik kör | Preston North End | 3–0             |
| Wolverhampton Wanderers | 2–1         | Negyedik kör | Southampton       | 3–1             |
| Liverpool               | 5–0         | Negyeddöntő  | Oxford United     | 3–1             |
| Leicester City          | 1–1, 2–1    | Elődöntő     | Manchester United | 3–1, 0–1        |

## A mérkőzés

### Összefoglaló
A Manchester City nyolc változtatást hajtott végre kezdőcsapatán a döntő hetében lejátszott Bajnokok Ligája-nyolcaddöntőhöz képest, míg az Aston Villa 4-5-1-es formációval kezdte a találkozót.
A mérkőzés első felében a Manchester City uralta a játékot, és húsz perc elteltével Sergio Agüero révén megszerezte a vezetést Josep Guardiola csapata. Tíz perccel később már 2–0-ra vezetett a City, miután Rodri is gólt szerzett egy szögletet követően. A brit médiában több elemzés is megjelent, miszerint a szituációt megelőzően a játékvezető téves döntést hozott. John Stones elcsúszását követően a birminghami csapat csatára, Mbwana Samatta szépített a félidő hajrájában így negyvenöt percet követően 2–1-re vezetett a címvédő manchesteri csapat.
A második félidőt kevésbé dominálta a Manchester City, és Guardiola pályára küldte Kevin De Bruyne-t is. A belga középpályás becserélését követően valamivel többet birtokolta a labdát a City, de az Aston Villa több veszélyes támadást is vezetett és a 88. percben Björn Engels szöglet utáni fejesénél Claudio Bravónak bravúrt kellett bemutatnia, hogy csapata előnye megmaradjon. A a Manchester City végül 2-1-es győzelmet aratott, és egymást követő harmadik alkalommal nyerte meg a Ligakupát.

### Összeállítások
| 2020. március 1. 16:30 GMT |

| Aston Villa | 1–2               | Manchester City |
| ----------- | ----------------- | --------------- |
|             | (1–2) Jegyzőkönyv |                 |

| Wembley Stadion, London Nézőszám: 82145 Játékvezető: Lee Mason |

| Aston Villa | Manchester City |

| GK         | 25 | Ørjan Nyland      |       |     |
| RB         | 24 | Frédéric Guilbert |       |     |
| CB         | 22 | Björn Engels      |       |     |
| CB         | 40 | Tyrone Mings      | 90+2' |     |
| LB         | 18 | Matt Targett      |       |     |
| CM         | 6  | Douglas Luiz      |       |     |
| CM         | 11 | Marvelous Nakamba | 72'   |     |
| RW         | 27 | Ahmed el-Mohamedi | 68'   | 70' |
| AM         | 10 | Jack Grealish (c) |       |     |
| LW         | 21 | Anwar El Ghazi    |       | 70' |
| CF         | 20 | Mbwana Samatta    |       | 80' |
| Cserék:    |    |                   |       |     |
| GK         | 29 | Pepe Reina        |       |     |
| DF         | 3  | Neil Taylor       |       |     |
| DF         | 15 | Ezri Konsa        |       |     |
| MF         | 8  | Henri Lansbury    |       |     |
| MF         | 14 | Conor Hourihane   |       | 70' |
| MF         | 17 | Trézéguet         |       | 70' |
| FW         | 39 | Keinan Davis      |       | 80' |
| Menedzser: |    |                   |       |     |
| Dean Smith |    |                   |       |     |

| GK              | 1  | Claudio Bravo        |     |     |
| RB              | 2  | Kyle Walker          |     |     |
| CB              | 5  | John Stones          |     |     |
| CB              | 25 | Fernandinho          |     |     |
| LB              | 11 | Olekszandr Zincsenko |     |     |
| CM              | 8  | İlkay Gündoğan       |     | 58' |
| CM              | 16 | Rodri                | 60' |     |
| RM              | 47 | Phil Foden           |     |     |
| AM              | 21 | David Silva (c)      |     | 77' |
| LM              | 7  | Raheem Sterling      | 57' |     |
| CF              | 10 | Sergio Agüero        |     | 84' |
| Cserék:         |    |                      |     |     |
| GK              | 31 | Ederson              |     |     |
| DF              | 22 | Benjamin Mendy       |     |     |
| DF              | 30 | Nicolás Otamendi     |     |     |
| MF              | 17 | Kevin De Bruyne      |     | 58' |
| MF              | 20 | Bernardo Silva       |     | 77' |
| MF              | 26 | Rijad Mahrez         |     |     |
| FW              | 9  | Gabriel Jesus        |     | 84' |
| Menedzser:      |    |                      |     |     |
| Josep Guardiola |    |                      |     |     |